# MAFA
MAFA (англ. MAF bZIP transcription factor A) – білок, який кодується однойменним геном, розташованим у людей на короткому плечі 8-ї хромосоми. Довжина поліпептидного ланцюга білка становить 353 амінокислот, а молекулярна маса — 36 982.
| 10         |  | 20         |  | 30         |  | 40         |  | 50         |
| ---------- |  | ---------- |  | ---------- |  | ---------- |  | ---------- |
| MAAELAMGAE |  | LPSSPLAIEY |  | VNDFDLMKFE |  | VKKEPPEAER |  | FCHRLPPGSL |
| SSTPLSTPCS |  | SVPSSPSFCA |  | PSPGTGGGGG |  | AGGGGGSSQA |  | GGAPGPPSGG |
| PGAVGGTSGK |  | PALEDLYWMS |  | GYQHHLNPEA |  | LNLTPEDAVE |  | ALIGSGHHGA |
| HHGAHHPAAA |  | AAYEAFRGPG |  | FAGGGGADDM |  | GAGHHHGAHH |  | AAHHHHAAHH |
| HHHHHHHHGG |  | AGHGGGAGHH |  | VRLEERFSDD |  | QLVSMSVREL |  | NRQLRGFSKE |
| EVIRLKQKRR |  | TLKNRGYAQS |  | CRFKRVQQRH |  | ILESEKCQLQ |  | SQVEQLKLEV |
| GRLAKERDLY |  | KEKYEKLAGR |  | GGPGSAGGAG |  | FPREPSPPQA |  | GPGGAKGTAD |
| FFL        |  |            |  |            |  |            |  |            |

A: Аланін

C: Цистеїн

D: Аспарагінова кислота

E: Глутамінова кислота

F: Фенілаланін

G: Гліцин

H: Гістидин

I: Ізолейцин

K: Лізин

L: Лейцин

M: Метіонін

N: Аспарагін

P: Пролін

Q: Глутамін

R: Аргінін

S: Серин

T: Треонін

V: Валін

W: Триптофан

Кодований геном білок за функціями належить до активаторів, фосфопротеїнів. 
Задіяний у таких біологічних процесах, як транскрипція, регуляція транскрипції. 
Білок має сайт для зв'язування з ДНК. 
Локалізований у ядрі.